# Nathaniel Curzon (2e baron Scarsdale)
Nathaniel Curzon, 2e baron Scarsdale (27 septembre 1752 - 1837) est un homme politique conservateur anglais et un pair.

## Biographie

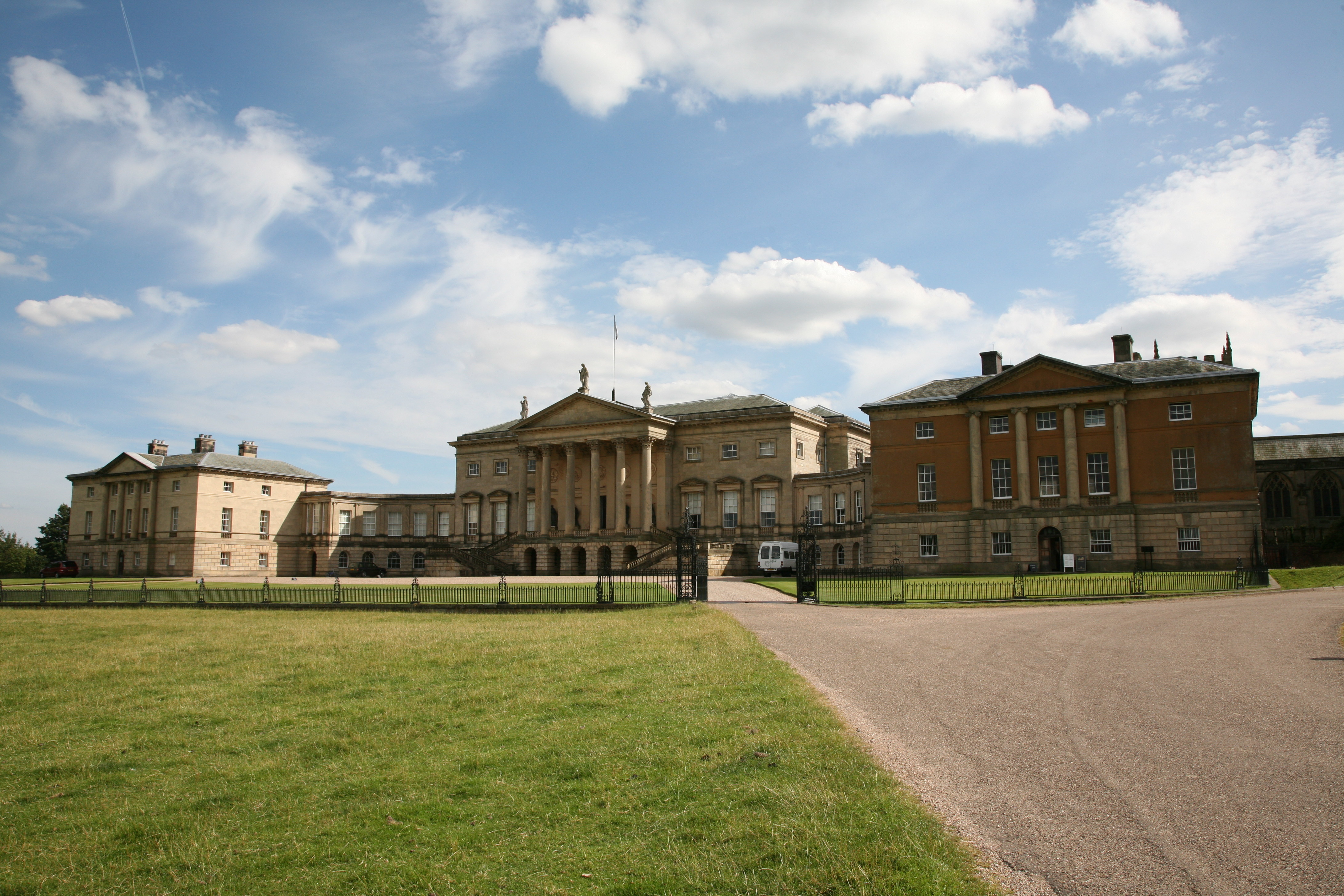
Kedleston Hall, Derbyshire, siège de la famille Curzon

Il est le fils de Nathaniel Curzon (1er baron Scarsdale) de Kedleston Hall, et de son épouse, Lady Carolina Colyear, fille de Charles, comte de Portmore.
Il est élu député du Derbyshire en 1775 et occupe ce siège jusqu'en 1784. En 1804, il succède à son père comme baron Scarsdale.
Il épouse, en juillet 1777, Sophia-Susanna, fille d'Edward, vicomte Wentworth et sœur de Thomas Noel (2e vicomte Wentworth), et ont 3 enfants. Après sa mort en 1782, il se remarie à Hambourg en 1798 avec Félicité Anne Josephe de Wattines et ils a dix autres enfants.
Son fils aîné, Nathaniel, lui succède comme 3e baron Scarsdale.